# ATP de Cincinnati de 2013
O ATP de Cincinnati de 2013 foi um torneio masculino disputado em quadras duras na cidade de Cincinnati, nos Estados Unidos. Esta foi a 112ª edição do evento, realizado no Lindner Family Tennis Center.

## Pontuação e premiação

### Distribuição de pontos
| Evento  | V    | F   | SF  | QF  | Terceira rodada | Segunda rodada | Primeira rodada | Q  | Q2 | Q1 |
| Simples | 1000 | 600 | 360 | 180 | 90              | 45             | 10              | 25 | 16 | 0  |
| Duplas  | 1000 | 600 | 360 | 180 | 90              | 0              | —               | —  | —  | —  |

### Premiação
| Evento            | V        | F        | SF       | QF      | Terceira rodada | Segunda rodada | Primeira rodada | Q2     | Q1     |
| Simples masculino | $583,800 | $286,240 | $144,060 | $73,255 | $38,040         | $20,055        | $10,830         | $2,500 | $1,270 |
| Simples feminino  | $426,000 | $213,000 | $104,700 | $49,040 | $23,730         | $12,200        | $6,400          | $2,670 | $1,620 |
| Duplas masculinas | $180,800 | $88,500  | $44,400  | $22,780 | $11,780         | $6,210         | —               | —      | —      |
| Duplas femininas  | $122,000 | $61,600  | $30,425  | $15,340 | $7,780          | $3,840         | —               | —      | —      |

## Chave de simples

### Cabeças de chave
| País | Jogador               | Rank1 | Cabeça |
| ---- | --------------------- | ----- | ------ |
| SRB  | Novak Djokovic        | 1     | 1      |
| GBR  | Andy Murray           | 2     | 2      |
| ESP  | David Ferrer          | 3     | 3      |
| ESP  | Rafael Nadal          | 4     | 4      |
| SUI  | Roger Federer         | 5     | 5      |
| CZE  | Tomáš Berdych         | 6     | 6      |
| ARG  | Juan Martín del Potro | 7     | 7      |
| FRA  | Richard Gasquet       | 9     | 8      |
| SUI  | Stanislas Wawrinka    | 10    | 9      |
| JPN  | Kei Nishikori         | 11    | 10     |
| GER  | Tommy Haas            | 12    | 11     |
| CAN  | Milos Raonic          | 13    | 12     |
| ESP  | Nicolás Almagro       | 14    | 13     |
| ITA  | Fabio Fognini         | 16    | 14     |
| FRA  | Gilles Simon          | 17    | 15     |
| POL  | Jerzy Janowicz        | 18    | 16     |

- 1 Rankings como em 5 de agosto de 2013

### Outros participantes
Os seguintes jogadores receberam convites para a chave de simples:
- Brian Baker
- James Blake
- Ryan Harrison
- Jack Sock

Os seguintes jogadores entraram na chave de simples através do qualificatório:
- Pablo Andujar
- Benjamin Becker
- David Goffin
- Mackenzie McDonald
- Adrian Mannarino
- Édouard Roger-Vasselin
- Dmitry Tursunov

### Desistências
Antes do torneio
- Marin Čilić (suspensão por doping)
- Viktor Troicki (suspensão por doping)
- Jo-Wilfried Tsonga (lesão no joelho esquerdo)

Durante o torneio
- Gilles Simon (lesão no quadril)
- Jérémy Chardy (lesão no joelho esquerdo)

## Chave de duplas ATP

### Cabeças de chave
| País | Jogador              | País | Jogador                | Rank1 | Cabeça |
| ---- | -------------------- | ---- | ---------------------- | ----- | ------ |
| USA  | Bob Bryan            | USA  | Mike Bryan             | 2     | 1      |
| ESP  | Marcel Granollers    | ESP  | Marc López             | 9     | 2      |
| AUT  | Alexander Peya       | BRA  | Bruno Soares           | 14    | 3      |
| IND  | Leander Paes         | CZE  | Radek Štepánek         | 19    | 4      |
| PAK  | Aisam-ul-Haq Qureshi | NED  | Jean-Julien Rojer      | 27    | 5      |
| SWE  | Robert Lindstedt     | CAN  | Daniel Nestor          | 29    | 6      |
| FRA  | Julien Benneteau     | SRB  | Nenad Zimonjić         | 31    | 7      |
| IND  | Rohan Bopanna        | FRA  | Édouard Roger-Vasselin | 33    | 8      |

- 1 Rankings como em 5 de agosto de 2013

### Outros participantes
As seguintes parcerias receberam convites para a chave de duplas:
- Brian Baker /  Rajeev Ram
- James Blake /  Steve Johnson

### Desistências
Antes do torneio
- Jérémy Chardy (lesão no joelho esquerdo)

## Campeões

### Simples
Rafael Nadal venceu  John Isner 7–6(10–8), 7–6(7–3)

### Duplas
Bob Bryan /  Mike Bryan venceram  Marcel Granollers /  Marc López, 6–4, 4–6, [10–4]